# Федеральний університет штату Баїя
Федеральний університет штату Баїя (порт. Universidade Federal da Bahia) — університет в Бразилії.